# Polygonum cashmirense
Polygonum cashmirense är en slideväxtart som beskrevs av Hugo Gross. Polygonum cashmirense ingår i släktet trampörter, och familjen slideväxter. Inga underarter finns listade i Catalogue of Life.